# Lipnica (Rakovec)
Lipnica is een plaats in de gemeente Rakovec in de Kroatische provincie Zagreb. De plaats telt 76 inwoners (2001).